# Terminal Redux
Terminal Redux treći je studijski album američkog progresivnog thrash metal sastava Vektor, objavljen 6. svibnja 2016. godine. Ovo je prvi album sastava koji je objavila diskografska kuća Earache Records.

## O albumu
Tekstovi pjesama na albumu čine znanstvenofantastičnu priču o astronautu koji otkriva ključ besmrtnosti te ga iskorištava kako bi se domogao velike političke i financijske moći, no na koncu pada u egzistencijalnu krizu.
Vektor je po prvi put uživo izveo skladbu "Ultimate Artificer" u kolovozu 2014. nakon otprilike godine dana skladanja novog glazbenog materijala. Grupa je provela većinu 2015. snimajući album u studiju. U studenome iste godine sastav je najavio kako će ime njegovog nadolazećeg albuma biti Terminal Redux te je objavio studijsku inačicu skladbe "Ultimate Artificer". Vektor je u veljači 2016. otkrio konačni datum izlaska albuma, njegovu naslovnicu i popis pjesama.

## Popis pjesama
Tekstovi: David DiSanto. 
| 1.    | »Charging the Void«                      | 9:11  |
| 2.    | »Cygnus Terminal«                        | 8:15  |
| 3.    | »LCD (Liquid Crystal Disease)«           | 7:33  |
| 4.    | »Mountains Above the Sun« (instrumental) | 1:22  |
| 5.    | »Ultimate Artificer«                     | 5:04  |
| 6.    | »Pteropticon«                            | 6:00  |
| 7.    | »Psychotropia«                           | 7:39  |
| 8.    | »Pillars of Sand«                        | 5:19  |
| 9.    | »Collapse«                               | 9:22  |
| 10.   | »Recharging the Void«                    | 13:36 |
| 73:21 |                                          |       |

## Recenzije
Terminal Redux uglavnom je zadobio pozitivne kritike. Dom Lawson iz časopisa Metal Hammer postavio je album na osmo mjesto ljestvice top 10 metal albuma iz 2016. godine, dok ga je Stereogum postavio na dvadeseto mjesto na svojoj listi najboljih 40 metal albuma iz 2016.
James Christopher Monger, glazbeni kritičar sa stranice AllMusic, dodijelio je albumu četiri od pet zvjezdica te je izjavio: "Prvi konceptualni album ovih snažnih thrashera iz Philadelphije te njihov prvi za novu izdavačku kuću Earache, Terminal Redux proširuje tehničko i progresivno junaštvo Outer Isolationa iz 2011. s još ambicioznijim setom znanstvenofantastičnih neo-thrash prijenosa. Izgrađen oko priče o astronautu koji se suočava s egzistencijalnom krizom koja proizlazi iz njegovog otkrića ključa za besmrtnost, ovaj set od deset skladbi donosi gotovo konstantan tok virtuoznih rifova i kažnjavajućih ritmova, zasutih kozmičkim izjavama koje su i pjevane i režane. Širom cijelog djela, Vektorove razmetljive sklonosti ka neoklasicizmu nikad ne potkopavaju mišićno divljaštvo Kill 'Em All doba Metallice koje ga je učinilo vodećim svjetlom u post-Voivod thrash dobu te Terminal Redux, zbog svih svojih odlazaka u zapetljani progresivni futurizam, donosi i um i tijelo ekstremnom izvedbom."

## Zasluge
| Vektor - David DiSanto – vokali, gitara - Erik Nelson – gitara, snimanje gitare i bas-gitare - Blake Anderson – bubnjevi - Frank Chin – bas-gitara Dodatni glazbenici - Alex Poole – glazbeni uzorci - Naeemah Z. Maddox – prateći i zborski vokali (na pjesmama 1 i 10) - RoseMary Fiki – prateći i zborski vokali (na pjesmama 1 i 10) | Ostalo osoblje - Daniel Kishbaugh – snimanje (bubnjeva i vokala) - Adam Burke – ilustracije - Byron Filson – produkcija, inženjer zvuka, miksanje, mastering |